# Thiéblemont-Farémont

Thiéblemont-Farémont este o comună în departamentul Marne, Franța. În 2009 avea o populație de 517 de locuitori.